# A9-es autópálya (Németország)
A németországi A9-es autópálya az ország egyik nagy jelentőségű autópályája, amely Lipcsén és Nürnbergen keresztül köti össze Berlint és Münchent.

## Története

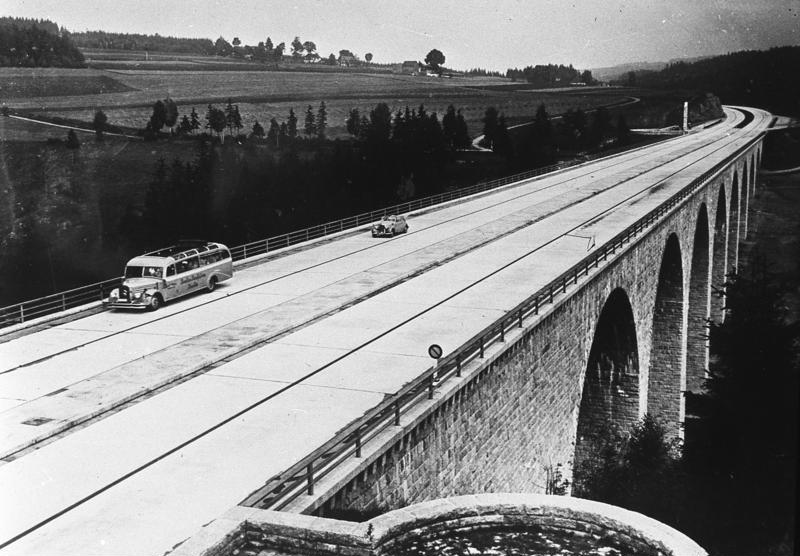
Az autópálya Saale fölötti hídja még a Harmadik Birodalom idején épült

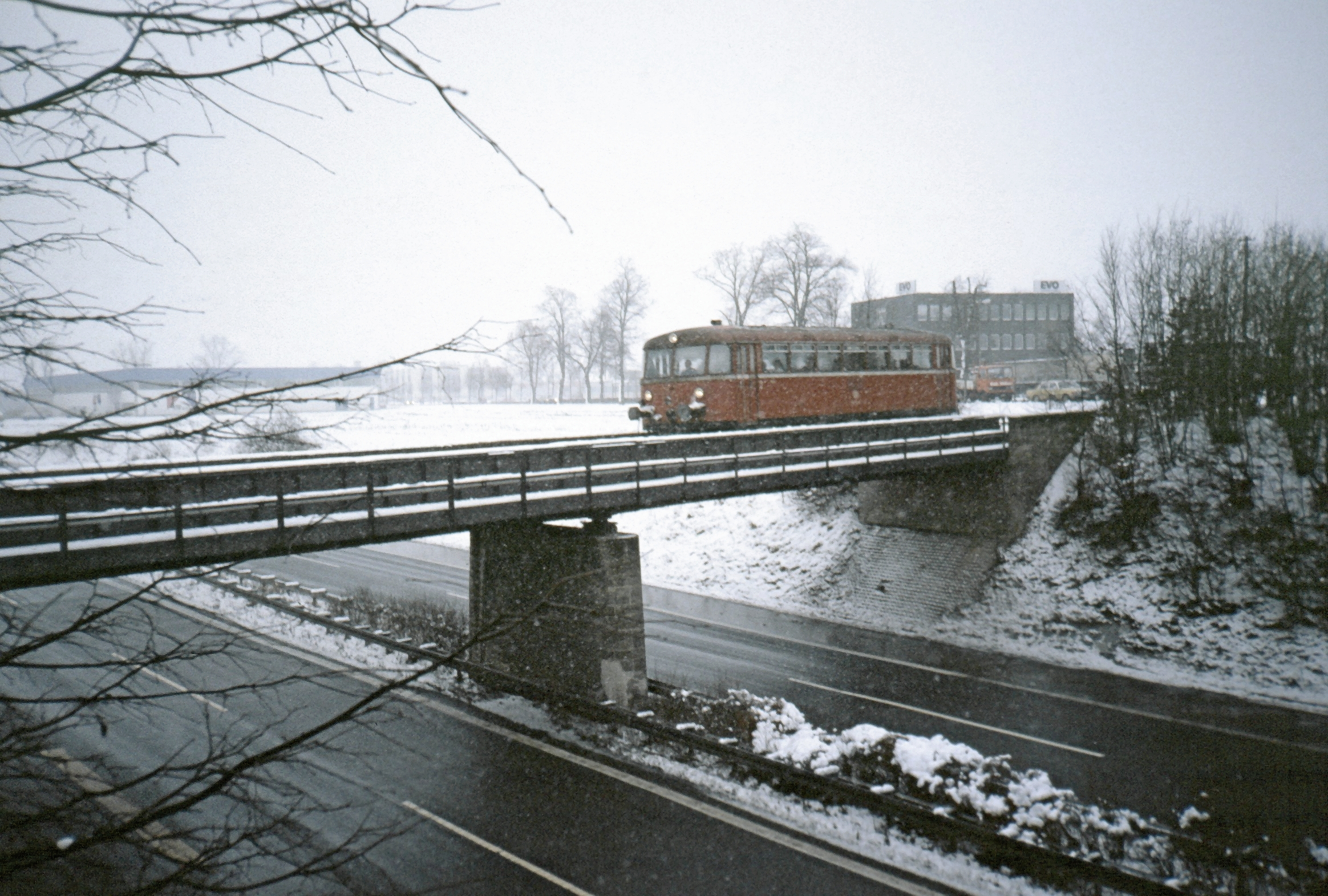
Vasúti híd az akkor még négysávos autópálya fölött Bayreuthnál 1986-ban - ma a pálya ezen a szakaszon már hatsávos

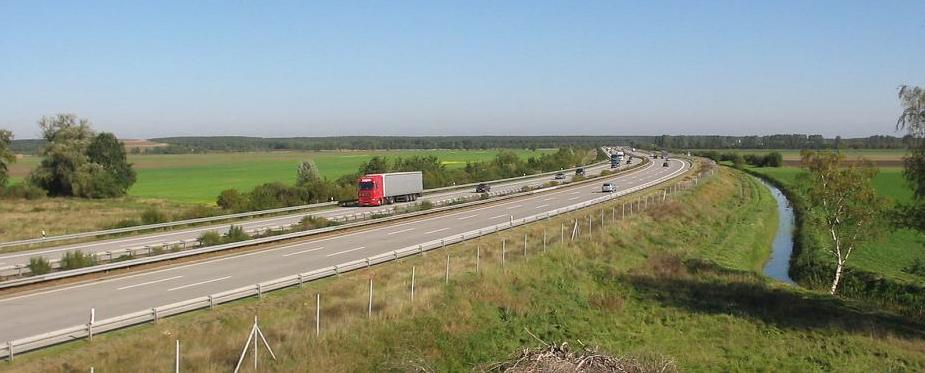
A pálya egy szakasza Brandenburgban

A mai A9-es autópálya létesítésének ötlete először még az 1920-as években fogalmazódott meg, a Berlint Rómával összekötő úthálózat részeként. Komolyabban 1927-től kezdtek foglalkozni ezzel a projekttel, magát az autópályát pedig 1936-tól kezdték szakaszosan átadni. A második világháborút követően az útszakasz azon kevés útvonal egyike lett, amelyek jelentős nemzetközi forgalmat lebonyolító útvonalakként kötötték össze a „vasfüggöny” két oldalára került területeket.